# Allegiant Stadium
Allegiant Stadium, tidigare Raiders Stadium och Las Vegas Stadium, är en inomhusarena i den amerikanska staden Paradise i delstaten Nevada. Den är placerad på andra sidan  motorvägen Interstate 15 (Las Vegas Freeway) räknat från Mandalay Bay hotell och kasino. Inomhusarenan har en publikkapacitet på mellan 61 000 och 65 000 åskådare, med möjlighet att expandera upp till 72 000 åskådare. Allegiant började byggas den 13 november 2017 och invigdes den 31 juli 2020. Arenaprojektet kostade 1,97 miljarder amerikanska dollar. Den ägs av Las Vegas Stadium Authority och underhålls av AEG Facilities. 
Allegiant används främst som arena för amerikansk fotboll och där både Las Vegas Raiders (NFL) och UNLV Rebels (NCAA) använder den som hemmaarena. Super Bowl LVIII avgörs här den 11 februari 2024.